# Bodianus pulchellus
 Bodianus pulchellus és una espècie de peix de la família dels làbrids i de l'ordre dels perciformes.

## Morfologia
Els mascles poden assolir els 28,5 cm de longitud total.

## Distribució geogràfica
Es troba a l'Atlàntic occidental (des de Carolina del Sud -Estats Units- i Bermuda fins a Hondures i Santa Catarina -Brasil-) i a l'Atlàntic oriental (São Tomé).